# 中央军委机关事务管理总局疾病预防控制中心
中央军委机关事务管理总局疾病预防控制中心，位于北京市，是中央军事委员会机关事务管理总局下属单位，负责中央军委机关及有关直属、附属单位的疾病预防控制工作。

## 沿革
2000年代，在全军各大单位组建了疾病预防控制中心。此后形成了以全军疾病预防控制中心为龙头、大单位疾病预防控制中心为骨干、部队防疫机构为基础的三级疾病预防控制体系。大单位疾病预防控制中心中，除海军、空军、第二炮兵疾病预防控制中心外，还有中国人民解放军总参谋部疾病预防控制中心、中国人民解放军总装备部疾病预防控制中心。
在深化国防和军队改革中，2016年1月组建中央军委机关事务管理总局。中央军委机关事务管理总局新设中央军委机关事务管理总局疾病预防控制中心。